# Tore Hjort
Tore Hjort Halfdansson (m. 999), fue un caudillo vikingo de Vågar en Hålogaland, hijo de Halfdan Eysteinsson (no confundir con el rey Halfdan Eysteinsson de Romerike y Vestfold). La descripción sobre su figura en las sagas reales, blót-madr mikill (gran sacrificador), induce a pensar que también fue un referente importante en la vida religiosa del paganismo nórdico en la región.
Dos caudillos de Hålogaland se unieron a Haakon Jarl para enfrentarse a los jomsvikings, un ejército invasor danés. Uno fue Sigurd Steikling de Steigen, y otro Tore Hjort, ambos participaron en batalla de Hjörungavágr (986). Más tarde Tore se rebeló contra Olav Tryggvason, y murió por propia mano del rey en la batalla de Svolder (999).
En 1982 un agricultor de Borg en Vestvågøy, descubrió arando unos restos y entre 1983 hasta 1989 se descubrieron materiales que pertenecieron a un gran caudillo vikingo junto a ruinas de un edificio de 83 metros de largo y 8 metros de ancho, el más grande conocido de este tipo. Las evidencias orientan que posiblemente era la granja de Tore Hjort. Actualmente existe una reconstrucción de esta casa en el lugar.